# Aleksy Branas
Aleksy Branas (gr.) Ἀλέξιος Βρανᾶς (zm. czerwiec 1187) – bizantyński arystokrata i wojskowy. 

## Życiorys
Pochodził zapewne ze słowiańskiego rodu. Był krewnym cesarza Manuela I Komnena. Od około roku 1166 sebastos. W 1183 walczył z najazdem Węgrów. W 1184 stłumił bunt przeciw Andronikowi I Komnenowi. W 1185 był jednym z głównodowodzących w walce z najazdem Normanów. W bitwie pod Mosynopolis pokonał wojska normańskie, które wcześniej zalały północną Grecję i zdobyły Tesalonikę, a następnie pod Demetrias. W 1185 próbował nieudanie dokonać zamachu stanu przeciwko Izaakowi II Angelosowi. W 1187 w czasie wyprawy przeciw Bułgarom w Adrianopolu został obwołany cesarzem. Wiosną 1187 bezskutecznie oblegał stolicę. Zginął w walce z wojskami cesarskimi. Jego synem był Teodor Branas.